# Bernt Lund
Bernt Lund (14. jul 1812 — Christiania, 30. oktobar 1885) bio je norveški pejzažist, pisac i vojni oficir.

## Biografija
Rođen je u mestu Voler u Hedmarku (Norveška). Položio je ispit za vojnog oficira 1837. i svoju karijeru proveo u Vojsci Norveške napredujući do čina kapetana 1863. godine.
Školovao se i za slikara. Pohađao je školu slikanja pejzaža kod slikara Tomasa Fernlija (1839—1840), a zatim i kod Hansa Guda u Dizeldorfu (1844—1845). Pored slikanja, Lund je stizao i da piše. Godine 1882. objavio je knjigu poezije, a postao je poznat kao pesnik još 1862. s pesmom Trysil-Knud koja je poslužila kao inspiracija za istoimeni film iz 1942. godine. 
Njegova dela se između ostalog nalaze u ilustrovanoj knjizi po imenu Norveški crteži (nor. Norge fremstillet i Tegninger), čiji je autor Kristijan Tonsberg.

## Privatni život
Godine 1847. se oženio slikarkom Hedevig Lund. Umro je u Kristijaniji (danas Oslo).

## Galerija
- Fjordlandskap med folkeliv
- Landskapsstudie fra Simedalen (1849)
- Fra Ulvik i Hardanger (1851)